# Prag-Duxer Eisenbahn

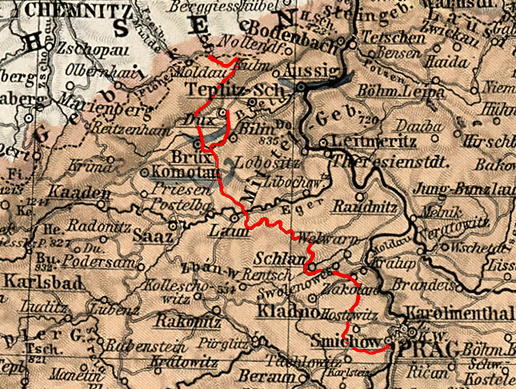
DA Prag-Duxer Eisenbahn vonalai

A k.k. privilegierte Prag-Duxer Eisenbahn egy vasúttársaság volt az Osztrák-Magyar Monarchiában, melynek vonalai ma Csehországban vannak.

## Története
A társaság célja az volt, hogy vasúti összeköttetést létesítsen Prága és az északcseh barnaszénlelőhelyek között.

A vonal építése igen gyorsan haladt, így az egész koncessziós vonalat már 1872 és 1873 között fokozatosan megnyitották.
1884-ben a pályát meghosszabbították az Érchegységtől Moldaváig, ahol csatlakozott a szászországi Nossen–Moldau-vasútvonalhoz. Ez a szakasz később Teplitzer Semmeringbahn néven vált ismertté. 1881-ben a Prag-Duxer Eisenbahn kapott egy koncessziót egy helyi vasútvonal megépítésére Zlonitztól Hospozinig. Ezt 1882. július 17-én nyitották meg.
1884. július 1-jén a Strecken der Prag-Duxer Eisenbahn üzemeltetését a k.k. Staatsbahnen (kkStB) vette át. 1892. január 1-jén a Prag-Duxer Eisenbahnt államosították és így véglegesen a kkStB hálózatának része lett.

## Vonalai
- Prag-Smichow–Dux (*1873)
- Obernitz–Brüx (*1872)
- Brüx–Moldau (*1877/1884)
- Zlonitz–Hospozin (*1882)